# Pine Island (Teksas)
Pine Island je gradić u američkoj saveznoj državi Teksas. Prema popisu stanovništva iz 2010. u njemu je živjelo 988 stanovnika.